# ديف مكولي
ديف مكولي (بالإنجليزية: Dave McAuley)‏ مواليد 15 يونيو 1961 في لارن، مقاطعة أنترم، أيرلندا الشمالية، هو ملاكم بريطاني يصنف ضمن فئة وزن الذبابة. حقق بطولة الاتحاد الدولي للملاكمة.

## إحصائيات
خاض خلال مسيرته 23 نزالا، فاز في 18 وتعادل في 2 وخسر في 3. فاز بالضربة القاضية في 8 نزالا.

## روابط خارجية
- ديف مكولي على موقع بوكس ريك (الإنجليزية) (registration required)